# Johann Kullik
Johann Kullik  (ur. 1899, zm. ?) – zbrodniarz nazistowski, członek załogi niemieckiego obozu koncentracyjnego Dachau i SS-Oberscharführer.
Z zawodu ślusarz. Służbę w Dachau rozpoczął w sierpniu 1941. Następnie pełnił funkcję zastępcy komendanta i Rapportführera w podobozie KL Dachau –  Pfersee od sierpnia 1944. Od 20 lutego 1945 pełnił z kolei służbę jako komendant podobozu Burgau, gdzie przetrzymywano więźniarki przywiezione z Bergen-Belsen i Ravensbrück.
W procesie członków załogi Dachau (US vs. Mathias Kreber i inni), który miał miejsce w dniach 26 lutego – 3 marca 1947 przed amerykańskim Trybunałem Wojskowym w Dachau skazany został na 5 lat pozbawienia wolności. Jak ustalił Trybunał, Kullik bił więźniarki w podobozie Burgau. Uczestniczył również jesienią 1944 w powieszeniu dwóch więźniów rosyjskich w podobozie Pfersee. Oskarżony nakładał również na więźniów kary oraz tolerował znęcanie się nad więźniami przez esesmanów i więźniów funkcyjnych.